# Hipertensão renovascular
Hipertensão renovascular é uma forma de Hipertensão arterial onde o fator causal preponderante é isquemia renal. Uma situação de hipertensão arterial com uma causa principal é chamada de Hipertensão arterial secundária.
Podemos definir hipertensão renovascular (HR) como uma condição clínica secundária a um estado de hipoperfusão renal, decorrente de um processo estenótico, considerado crítico, na 
presença de obstrução maior que 60% na luz da artéria renal. Tal informação carece de correta confirmação. 

## Definição
A Hipertensão Renovascular (HRV) é caracterizada pelo aumento da pressão arterial sistêmica decorrente de lesão obstrutiva parcial ou completa de artérias renais e/ou seus respectivos ramos, provocando hipoperfusão renal e aumento da ativação do sistema SRAA.

## Prevalência
A HRV é a segunda causa de hipertensão secundária precedida pelas doenças renais, correspondendo entre 1-5% dos pacientes com HAS, podendo chegar a 30% em alguns grupos específicos. Dentre as etiologias, a aterosclerose é responsável por 90% dos casos, displasia fibromuscular por 9% e a arterite de Takayasu cerca de 1%.

## Manifestações clínicas
Uma vez feito o diagnóstico de HAS e caso haja persistência do quadro hipertensivo mesmo com tratamento adequado deve-se então suspeitar de Hipertensão Arterial Secundária, como é o caso da Hipertensão Renovascular. Dentre os sinais que podem ser observados ao examinar um paciente com HRV temos: atrofia e/ou discrepância entre os rins >1,5cm, ausculta com sopro abdominal, presença de Edema Agudo de Pulmão súbito e alteração da função renal por medicamentos que bloqueiam o SRAA como iECA e BRA - diminuição da taxa de função glomerular, proteinúria ou até uremia. 

## Fisiopatologia
A fisiopatologia da Hipertensão Renovascular (HRV) se dá através da diminuição da perfusão renal por oclusões arteriais. A HRV está relacionada à liberação de renina, pois com o intuito de manter a perfusão renal, as células justaglomerulares secretam mais renina e, consequentemente, ocorre elevação da pressão arterial distal à oclusão e da PAS. Este estado de baixa perfusão renal ativa outras cascatas metabólicas que visam restaurar o fluxo sanguíneo do rim, mas já está bem estabelecido que a ativação do SRAA e a retenção de sódio são os protagonistas da HRV. 
É importante destacar que o papel do SRAA dependerá de quantos rins estão comprometidos. Na HRV unilateral, o aumento da pressão sanguínea estimula a natriurese pelo rim contralateral (não afetado) para diminuir a retenção de sódio e a expansão do volume sanguíneo. Este quadro faz com que o rim sem estenose contrarie a elevação da pressão arterial o que faz com que o rim estenótico libere continuamente cada vez mais renina 
Ainda que esta doença seja um tipo de hipertensão dependente de angiotensina, conforme a oclusão progride ou no caso de não haver um rim contralateral bem perfundido outros mecanismos sustentam a hipertensão, como por exemplo através de complexas interações da angiotensina II intracelular as quais desencadeiam ativação de mecanismos fibrogênicos e inflamatórios. Estes podem levar, respectivamente, a: remodelação vascular, fibrose tecidual no rim estenosado (através de indução da síntese de colágeno, inibição de proteínas degradadoras de colágeno e do fator de transformação de crescimento beta) e até hipertrofia ventricular; e produção derivados do ácido araquidônico (principalmente prostaglandina F2, 6-ceto-prostaglandina F1 e tromboxano 2) os quais demonstraram ajudar no começo da hipertensão e também a mantê-la através da vasoconstrição arterial. 
Ademais, um ponto importante a ressaltar é que a Pressão de Filtração Glomerular (PFG) é mantida distalmente à estenose por vasoconstrição das arteríolas eferentes mediada por angiotensina II, este quadro pode atingir estágios críticos em que a PFG requer angiotensina II como resultado de perfusão reduzida e a remoção desta com bloqueio do SRAA pode diminuir drasticamente a PFG. 

## Diagnóstico
Nos casos em que há suspeita clínica de HRV, conforme a Academia Brasileira de Cardiologia devem ser feitas investigações com exames complementares de acordo com a probabilidade que o paciente tem de ter esta patologia, os laboratoriais como ureia e creatinina sérica podem ser empregados confirmar disfunções renais, mas sem especificidade sobre a causa, mas deve-se dar preferência para os de imagem, como doppler, angiotomografia e arteriografia renal - esta última sendo padrão-ouro mas também o mais invasivo dos métodos, com a qual possível medir o a diferença de pressão proximal e distal à lesão e quando há diferença de pressão sistólica maior que 20 mmHg ou uma razão de pressão de repouso distal à estenose <0,90 já é possível confirmar estenose significativa mesmo em pacientes sem sintomas. 